# 기프트 체크
기프트 체크(gift check)는 은행이 일정한 수수료를 받고 발행하는 증답용 수표를 말한다. 발행하는 은행에 상관 없이 지참인에게 지불된다.